# السيطرة على الحشد(برنامج تلفزيوني)
السيطرة على الحشد هو برنامج تلفزيون اواقعي وثائقي أمريكي على قناة ناشونال جيوغرافيك بدأ في 24 نوفمبر 2014. تضع السلسلة، المقدمة من طرف دانيال اتش بينك، سلسلة من التجارب الممارسة لمحاولة تغيير التصرفات الاجتماعية.

## الحلقات
| الرقم | العنوان              | تاريخ البث الأصلي |
| ----- | -------------------- | ----------------- |
| 1     | منتهكو القانون       | 24 نوفمبر 2014    |
| 2     | أمة كسولة            | 24 نوفمبر 2014    |
| 3     | حيل السفر            | 1 ديسمبر 2014     |
| 4     | إدارة غاضبة          | 1 ديسمبر 2014     |
| 5     | أفعال قذرة           | 8 ديسمبر 2014     |
| 6     | المال                | 8 ديسمبر 2014     |
| 7     | الأنانية             | 8 ديسمبر 2014     |
| 8     | الأقدام أولا         | 8 ديسمبر 2014     |
| 9     | الوقت يطير           | 15 ديسمبر 2014    |
| 10    | غذاء للفكر           | 15 ديسمبر 2014    |
| 11    | افعل الشيء الصحيح    | 15 ديسمبر 2014    |
| 11    | أعلى الوجبات السريعة | 15 ديسمبر 2014    |

## روابط خارجية
- السيطرة على الحش على موقع IMDb (الإنجليزية)
- السيطرة على الحش على موقع روتن توميتوز (الإنجليزية)
- السيطرة على الحش على موقع كينوبويسك (الروسية)
- السيطرة على الحش على موقع قاعدة بيانات الفيلم (الإنجليزية)
- الموقع الرسمي
- السيطرة على الحشد في قاعدة بيانات الأفلام على الإنترنت